# Live Life Fast
Live Life Fast è il secondo album in studio del  rapper statunitense Roddy Ricch, pubblicato nel dicembre 2021.

## Tracce
1. LLF – 2:25
2. Thailand – 3:20
3. All Good (featuring Future) – 3:32
4. Rollercoastin – 3:05
5. Hibachi (featuring Kodak Black & 21 Savage) – 2:50
6. Paid My Dues (featuring Takeoff) – 2:42
7. Crash the Party – 3:06
8. No Way (featuring Jamie Foxx) – 3:11
9. Slow It Down (featuring Ty Dolla Sign & Alex Isley) – 0:54
10. Man Made – 3:29
11. Murda One (featuring Fivio Foreign) – 2:39
12. Everything You Need – 3:27
13. Moved to Miami (featuring Lil Baby) – 3:42
14. Don't I (featuring Gunna) – 3:33
15. Bibi's Interlude – 0:50
16. More Than a Trend – 1:36
17. Late at Night – 2:54
18. 25 Million – 3:24